# Миш (сыр)
Миш (масри مش meš [meʃ]) — традиционный египетский сыр, который изготавливается путём брожения солёного сыра на протяжении нескольких месяцев или лет.
Миш может быть похож на сыр, который был найден в гробнице фараона Первой династии Хор Аха в Саккаре, от 3200 до н. э. Его, как правило, готовят в домашних условиях, хотя иногда его можно найти на местных рынках. Крестьяне используют его в качестве основного продукта питания. При созревании он желтовато-коричневого цвета, а на вкус — острый и солёный.

## Изготовление
Миш обычно изготавливается из сыра кариш. Сыр осушивают, промывают и наслаивают солью в глиняной баночке. Сосуд заполняют травильным раствором пахты, кислым молоком, сывороткой, красным и зелёным перцем. Немного старого миша добавляется, чтобы начать брожение. Затем сыр помещается в герметичный контейнер и оставляется на год или больше и хранится при температуре окружающей среды. Контейнер может открываться, так что какая-то часть сыра может быть извлечена для употребления, а какие-то ингредиенты добавлены. Также нет ограничений для миша по возрасту.

## В популярной культуре
Фраза «Оно повсюду, как и миш» означает, что что-то является очень распространённым. Крошечные черви часто размножаются в мише, но не являются опасными. Высказывание «Черви миша возникают из него» означает, что это проблема, которая не может быть решена, но не стоит о ней беспокоиться.